# カレーリ
カレーリ（イタリア語: Careri）は、イタリア共和国カラブリア州レッジョ・カラブリア県にある、人口約2,300人の基礎自治体（コムーネ）。

## 地理

### 位置・広がり

#### 隣接コムーネ
隣接するコムーネは以下の通り。
- ベネスターレ
- プラティ
- サン・ルーカ
- サンタ・クリスティーナ・ダスプロモンテ